# Найджел III де Моубрей
Найджел (III) де Моубрей (англ. Nigel de Mowbrey) или де Монбрей (англ. de Montbrey; ум. 1228 или 1230) — англо-норманский аристократ, феодальный барон Монбрей с ок. 1222, старший сын Уильяма де Моубрея от брака с Агнес д’Обиньи.

## Биография
Найлджел происходил из англо-нормандского рода Моубреев, младшей ветви рода Обиньи. Его отец, Уильям де Моубрей, был одним из активных участников Первой баронской войны на стороне противников короля Иоанна Безземельного. Мать же происходила из старшей ветви рода Обиньи.
Уильям де Моубрей умер около 1222 года. Некоторые специалисты полагали, что Найджел умер раньше отца, однако это предположение опроверг Уильям Дагдейл, который обнаружил документ о том, что Найджел в 1223 году принёс оммаж за свои владения. При этом он выплатил рельеф в 500 фунтов.
Умер Найджел в 1228 или 1230 году в Нанте. Детей он не оставил, так то ему наследовал младший брат Роджер.

## Брак
Жена: Матильда де Камвиль (ум. до 6 октября 1240), дочь Роджера де Камвиля. Детей не было.
После смерти мужа Матильда вышла замуж вторично, её мужем ранее 2 января 1234 стал Джон де Куртене.